# Morres Wonen
Morres Wonen is een meubelzaak in Hulst.
Morres Meubel werd in 1909 door Fré Morres opgericht in een klein pand in het centrum van het Zeeuwse Hulst. Het bedrijf verhuisde in 1968 naar het industrieterrein Tol, aan de rand van het stadje, waar meer ruimte was om uit te breiden. Het groeide uit tot een aanzienlijk complex.
Gelegen nabij de grens van Nederland en België richtte Morres zich zowel op de Nederlandse als Belgische markt. Vanwege de gerichtheid op de Belgische markt was het een van de eerste winkels in Nederland die ontheffing kreeg van de verplichte zondagssluiting, zodat Morres zeven dagen per week open kon zijn. Morres werkte al vroeg met een eigen catalogus en was een van de eerste woonwinkels met een eigen webshop.
Eind jaren 90 werden er ook grote Morres-winkels geopend in Deventer en Zaanstad die tien jaar later, in 2008, weer werden gesloten.
In betere tijden waren er 600 werknemers in dienst. Bij de finale sluiting in 2009 waren er nog amper 150, waarvan 20 Belgen. De directie legde de oorzaak van het falen bij de kredietcrisis, die werd gevolgd door een algemene recessie met dalende omzetten, waardoor de schuldenlast uit het verleden niet kon worden weggewerkt. Die bedroeg in 2006 nog € 6,8 miljoen, de daaropvolgende reorganisatie kostte € 7,2 miljoen. In 2009 kwam het familiebedrijf in handen van De Mandemakers Groep.
In 2021 verklaarde de directeur van het bedrijf dat Belgische klanten goed waren voor 80% van de omzet.